# Il francese senza lacrime
Il francese senza lacrime (French Without Tears) è un film del 1940 diretto da Anthony Asquith.
La pellicola è la trasposizione cinematografica di una commedia teatrale di grande successo di
Terence Rattigan. Tuttavia l'effetto dei dialoghi teatrali estremamente brillanti si spegne nella versione cinematografica al punto tale che alcuni critici chiamarono la pellicola commedia senza risate prendendo spunto dal titolo del film il francese senza lacrime.

## Trama
La giovane inglese Diana Lake si reca in visita dal suo fratello Kenneth, studente a Parigi, con l'intenzione di flirtare con i suoi compagni di studio ed amici. Tutti cascano nelle trame della giovane intraprendente tranne uno, Alan Howard, che tuttavia, dopo una spietata corte da parte della ragazza, sarà costretto a cedere.